# Powiat Ostrołęcki
Der Powiat Ostrołęcki ist ein Powiat (Kreis) in der polnischen Woiwodschaft Masowien. Der Powiat hat eine Fläche von 2099,32 km², auf der 83.768 Einwohner leben. Die Bevölkerungsdichte beträgt 40 Einwohner auf 1 km² (2004).

## Geschichte
Von 1939 bis 1945 war das Gebiet als Landkreis Scharfenwiese Teil des neuen Regierungsbezirkes Zichenau der Provinz Ostpreußen. Der Kreissitz befand sich in Ostrołęka (deutsch Ostrolenka, 1941–1945 Scharfenwiese).

## Gemeinden
Der Powiat umfasst elf Gemeinden, davon eine Stadt-und-Land-Gemeinde und zehn Landgemeinden. – Der Sitz befindet sich in der kreisfreien Stadt Ostrołęka.

## Stadt-und-Land-Gemeinde
- Myszyniec

## Landgemeinden
- Baranowo
- Czarnia
- Czerwin
- Goworowo
- Kadzidło
- Lelis
- Łyse
- Olszewo-Borki
- Rzekuń
- Troszyn